# Gaetano Troina
Gaetano Troina (Borgo Maggiore, 14 febbraio 1987) è un politico sammarinese.

## Biografia
Dal 2001 ha studiato presso la Scuola secondaria superiore di San Marino, ottenendo il diploma di maturità classica nel 2006.
Nel 2011 ha conseguito la laurea magistrale in giurisprudenza all'Università degli Studi di Bologna e nel 2013 il diploma di specializzazione per la professione di Avvocato e Notaio presso l'Istituto Giuridico Sammarinese dell'Università degli Studi della Repubblica di San Marino.
Dal luglio 2014 lavora come avvocato e notaio, aprendo un proprio studio professionale a Borgo Maggiore.
Dal febbraio 2017 al luglio 2022 è stato anche consulente legale per la Scudo Investimenti SG S.p.A. e dall'ottobre 2019 al luglio 2021 per Banca Nazionale Sammarinese S.p.A.
Nipote ex matre del politico sammarinese Leonida Suzzi Valli, nel 2018 è tra i fondatori del partito politico Domani Motus Liberi, con la cui lista è risultato eletto in Consiglio Grande e Generale alle elezioni politiche del 2019.
Dal 28 aprile 2018 al 9 gennaio 2020 ricopre il ruolo Incaricato alle Comunicazioni del Partito, dal 27 giugno 2020 al 2 luglio 2022 quello di Segretario Generale e dal 2 luglio 2022 quello di Direttore dell’Ufficio Stampa.
Relativamente agli incarichi istituzionali, a fronte della qualifica di membro del Consiglio Grande e Generale della Repubblica di San Marino per la XXX^ Legislatura, dall'8 gennaio 2020 è membro della Commissione Consiliare Permanente Igiene e Sanità, Previdenza e Sicurezza Sociale, Politiche Sociali, Sport, Territorio, Ambiente e Agricoltura e del Consiglio dei XII.
Dal 25 settembre 2020 al 2 aprile 2021, in sostituzione per il semestre dell'eletto Capitano Reggente Mirko Dolcini è Presidente del Gruppo Consiliare di Domani Motus Liberi.
Dal 12 giugno 2023 è anche membro dell’Ufficio di Segreteria del Consiglio Grande e Generale e dal 5 luglio 2023 Presidente della Commissione Consiliare Permanente Finanze, Bilancio e Programmazione, Artigianato, Industria, Commercio, Turismo, Servizi, Trasporti e Telecomunicazioni, Lavoro e Cooperazione.
Il Coordinamento Centrale del suo partito lo ha designato come proprio candidato alla Reggenza della Repubblica. A seguito della votazione avvenuta in Consiglio Grande e Generale il 15 settembre 2023, è entrato ufficialmente in carica come Capitano Reggente il 1⁰ ottobre 2023, al fianco di Filippo Tamagnini.
A fronte della riconferma con le elezioni politiche del 2024 quale membro del Consiglio Grande e Generale della Repubblica di San Marino per la XXXI^ Legislatura nella lista del partito politico Domani Motus Liberi, dal 22 luglio 2024 è membro della Commissione Consiliare Permanente Finanze, Bilancio e Programmazione, Artigianato, Industria, Commercio, Turismo, Servizi, Trasporti e Telecomunicazioni, Lavoro e Cooperazione, della Commissione Consiliare sul Fenomeno delle Infiltrazioni della Criminalità Organizzata e dell’Ufficio di Segreteria del Consiglio Grande e Generale.
Dal 23 agosto 2024, per mandato semestrale, è stato nominato Presidente del Comitato Consultivo per il Codice di Condotta dei Membri del Consiglio Grande e Generale.

## Pubblicazioni
- L'evoluzione della disciplina del matrimonio e della famiglia nella Repubblica di San Marino, San Marino, Maretti Editore, 2011.[12]